# Dr. Quinn
Dr. Quinn este un serial american, difuzat în perioada 1993-1998 de televiziunea americană CBS și creat de Beth Sullivan. Acțiunea serialului începe în anul 1867. Dr. Quinn (Michaela "Dr. Mike", rol interpretat de actrița Jane Seymour) renunță la luxul din Boston, după ce termină medicina la Institutul Medical pentru Femei din Pennsylvania, pentru a-și practica meseria într-un orășel din Vestul Sălbatic, Colorado Springs.
Ajunsă într-un loc în care femeile nu erau foarte bine privite, mai ales in SUA de după Războil Civil, Dr. Mike trebuie să se confrunte cu prejudecățile unor oameni cărora le câștigă încetul cu încetul încrederea și devine prietena de nădejde a fiecăruia dintre ei. Adoptă trei copii și îi câștigă și inima lui Byron Sully (rol interpretat de actorul Joe Lando).
Regia filmului este semnată de  Alan J. Levi, Gwen Arner, Daniel Attias, Victor Lobl, după scenariile lui Carl Binder, Toni Graphia, Toni Perling, Beth Sullivan, Chris Abbott. Din distribuție au mai făcut parte Chad Allen (Matthew Cooper), Shawn Toovey (Brian Cooper), Erika Flores (Colleen Cooper), Jonelle Allen (Grace), Jason Adams (Preston A. Lodge).
A rulat în Statele Unite ale Americii șase sezoane, pentru CBS, până în 1998. După cele 150 de episoade, alte două filme seriale au continuat aventurile lui Dr. Mike. Serialul a avut succes în alte 100 de țări, iar reluările lui încă mai pot fi vizionate în Statele Unite și România. În țara noastră, a fost transmis cu succes de către Televiziunea Română.